# Station Wontergem
Station Wontergem is een voormalig spoorwegstation in Wontergem, een deelgemeente van de stad Deinze in de Belgische provincie Oost-Vlaanderen.
Het station lag langs spoorlijn 73 Deinze-De Panne, bij de overweg aan de Dentergemstraat. Het werd geopend op 1 juli 1891 en weer gesloten op 3 juni 1984. Hoewel het station nooit een stationsgebouw heeft gehad, waren er wel een aantal schuilhuisjes aanwezig.